# Papyrus 48
- Papyrus
- Onciale
- Minuscules
- Lectionnaire

Le papyrus 48 (dans la numérotation Gregory-Aland), désigné par le sigle {\displaystyle {\mathfrak {P}}}48, est une ancienne copie d’une partie du Nouveau Testament en grec. Il s’agit d’un papyrus manuscrit des Actes des Apôtres, qui contient des portions d’Actes 23:11-29.
Le manuscrit est daté par paléographie au IIIe siècle.
Bien que le texte de ce codex soit extrêmement petit, le texte grec de ce codex est présenté comme étant représentatif du Western text-type. Aland le place dans la catégorie IV.
Il est actuellement hébergé à la Laurentian Library (PSI 1165) à Florence,.